# Luuka Jones
Pour les articles homonymes, voir Jones.
Luuka Jones est une kayakiste néo-zélandaise née le 18 octobre 1988 à Tauranga. Elle a remporté la médaille d'argent en K1 aux Jeux olympiques d'été de 2016 à Rio de Janeiro.

## Palmarès

### Jeux olympiques
- 2016 à Rio de Janeiro,  Brésil
  -  Médaille d'argent en K1

### Championnats du monde de slalom
- 2019 à La Seu d'Urgell, Espagne
  -  Médaille de bronze en K1